# Ashina Morikiyo
Ashina Morikiyo est un nom japonais traditionnel ; le nom de famille (ou le nom d'école), Ashina, précède donc le prénom (ou le nom d'artiste).
Ashina Morikiyo (蘆名 盛舜, 1490-21 novembre 1553) est un daimyo de l'époque Sengoku, 15e chef du clan Ashina.

## Source de la traduction
- (en) Cet article est partiellement ou en totalité issu de l’article de Wikipédia en anglais intitulé « Ashina Morikiyo » (voir la liste des auteurs).